# Haute École (film)
Pour plus de détails, voir Fiche technique et Distribution.
Haute École (Hohe Schule) est un film germano autrichien d'Erich Engel sorti en 1934.

## Synopsis
Carlo Cavelli est le nom de scène d'un cavalier artistique de renommée mondiale, toujours masqué lors de ses performances et dont le vrai nom est inconnu. Il doit se produire prochainement à Vienne, ce qui fait sensation dans la société viennoise. Irene von Ketterer, une jeune femme qui vit chez un ami après être partie de chez sa mère à la suite d'une dispute, s'intéresse elle aussi beaucoup à lui. Impressionné par la personne de Cavelli, elle décide d'être sans ménagement aussi cavalière. Après un certain temps, elle parvient à obtenir des cours de sa part. Ils deviennent tout de suite amis. Mais lorsqu'il apprend le nom de son élève, il essaie de s'éloigner. En effet, il se souvient de l'agonie de ce duel qui l'a marqué à vie. Il avait tiré sur le fils de son meilleur ami, le frère d'Irene. Après un temps, il se rend compte à quel point il est attiré par Irene et décide de lui déclarer son amour et demander sa main. Il lui demande également de partir le lendemain avec lui à Londres.
Irène est excitée et part voir son père pour avoir son accord. Elle remarque dans les affaires paternelles une photo qui montre son frère avec Cavelli. Irène lui demande ce que cela signifie. Il lui avoue : le comte Werffen, qui plus tard se fera appeler Cavelli, a tué son frère. Le monde s'écroule autour d'Irène. Lorsque son père découvre que c'est cet homme qu'elle voulait épouser, il prend son fusil pour se venger. Mais Irene menace de se suicider pour décourager sa revanche.
Afin de clarifier l'histoire, Cavelli se fait conduire aussitôt auprès du père d'Irene. Il est accompagné de trois amis qui ont des documents. Ceux-ci démontrent que le frère d'Irene était un espion démasqué et que le duel avec Cavelli avait pour but d'éviter le déshonneur à la famille Ketterer plutôt qu'une condamnation à mort venant de la cour martiale. Le père comprend et se réconcilie avec Cavelli. Les documents sont brûlés. Le mariage entre le comte Werffen alias Cavelli et Irene peut avoir lieu.

## Fiche technique
- Titre original : Hohe Schule ou Das Geheimnis des Carlo Cavelli
- Titre français : Haute École[1]
- Réalisation : Erich Engel
- Scénario : Heinrich Oberländer (de), Alexander Lernet-Holenia, Josef Than, Albrecht Joseph
- Musique : Willy Schmidt-Gentner
- Direction de la photo : Bruno Mondi
- Montage : Else Baum
- Pays de production :  Autriche/ Reich allemand
- Sociétés de production : Sascha-Filmindustrie, ABC-Film.
- Format : Noir et blanc
- Genre : Drame
- Durée : 90 min
- Dates de sortie : 
  - Allemagne : 31 décembre 1934 (Munich)
  - Autriche : 6 février 1935
  - France : 30 août 1935[1]

## Distribution
- Rudolf Forster : Carlo Cavelli alias le comte Werffen
- Angela Salloker : Irene von Ketterer
- Hans Homma (de) : le général von Ketterer
- Camilla Gerzhofer : la femme de Ketterer
- Hans Moser : Brandler, assistant de Cavelli
- Paul von Hernried : Franz, le fils des Ketterer
- Herbert Hübner : Schott
- Lisl Kinast : Flori Weidner
- Dinah Grace : la danseuse
- Alfred Neugebauer (de) : von Radnigg
- Johannes Roth : le clown

## Autour du film
Le film est produit par ABC-Film, société de Berlin et tourné dans les studios de Sascha-Filmindustrie à Vienne. En raison de ce tournage à Vienne, le règlement allemand le considère d'abord comme un film autrichien puis aussi allemand à cause de la société de production. Le tournage débute à la mi-octobre 1934.
Après un passage devant la commission de censure, le film est approuvé le 21 décembre 1934 avec une interdiction pour la jeunesse. Aujourd'hui, l'interdiction aux mineurs est levée.

## Article annexe
- Liste des longs métrages allemands créés sous le nazisme